# Bougainvillia glorietta
Bougainvillia glorietta är en nässeldjursart som beskrevs av Torrey 1902. Bougainvillia glorietta ingår i släktet Bougainvillia och familjen Bougainvilliidae. Inga underarter finns listade i Catalogue of Life.